# Colonia Unión Obrera
Colonia Unión Obrera är en ort i Mexiko.   Den ligger i kommunen Jalpa och delstaten Zacatecas, i den centrala delen av landet, 500 km nordväst om huvudstaden Mexico City. Colonia Unión Obrera ligger 1 439 meter över havet och antalet invånare är 595.
Terrängen runt Colonia Unión Obrera är kuperad åt sydväst, men åt nordost är den platt. Runt Colonia Unión Obrera är det ganska glesbefolkat, med 26 invånare per kvadratkilometer. Närmaste större samhälle är Jalpa, 2,6 km sydost om Colonia Unión Obrera. Omgivningarna runt Colonia Unión Obrera är en mosaik av jordbruksmark och naturlig växtlighet.